# Last Legion UX
Last Legion UX (ラストレジオンＵＸ) est un jeu vidéo de combat de robot sorti en 1999 sur Nintendo 64 uniquement au Japon. Le jeu a été développé par Yuke's et édité par Hudson Soft.